# Ria de Foz

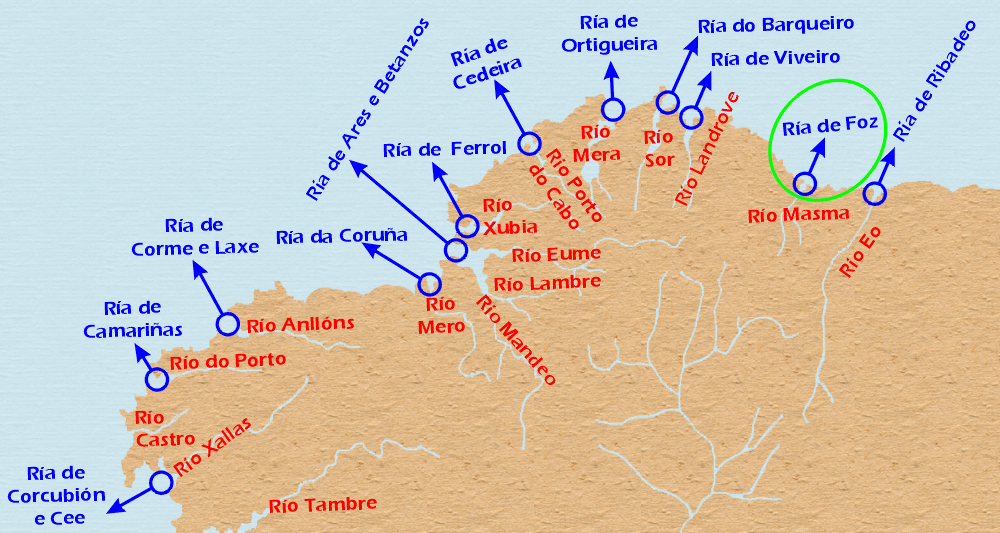
Localització de la ria de Foz (nord-est de Galícia)

La ria de Foz és una ria de la província de Lugo, a Galícia. Pertany a les Rías Altas i es troba entre la ria de Viveiro i la ria de Ribadeo, a la costa del mar Cantàbric. Amb la seva superfície de 600 hectàrees, és la ria més petita de Galícia.
Està formada pel curs mitjà i inferior del riu Masma i les seves aigües banyen els municipis de Barreiros i Foz i fan de límit entre ambdós municipis. La boca de l'estuari és força tancada per una fletxa sorrosa (la platja d'Altar) i per instal·lacions portuàries i de defensa de la costa (platja d'A Rapadoira). A Foz la ria acull un port de peix i un port esportiu.